# Orthonecroscia errans
Orthonecroscia errans är en insektsart som beskrevs av Günther 1938. Orthonecroscia errans ingår i släktet Orthonecroscia och familjen Diapheromeridae. Inga underarter finns listade i Catalogue of Life.